# Nordvestfalster Pastorat
Nordvestfalster Pastorat er et pastorat i Falster Provsti, Lolland-Falsters Stift med de fem sogne:
- Nørre Vedby Sogn
- Stadager Sogn
- Brarup Sogn
- Vålse Sogn
- Kippinge Sogn

I pastoratet er der seks kirker
- Nørre Vedby Kirke
- Gyldenbjerg Kirke
- Stadager Kirke
- Brarup Kirke
- Vålse Kirke
- Kippinge Kirke